# 伊崎寺

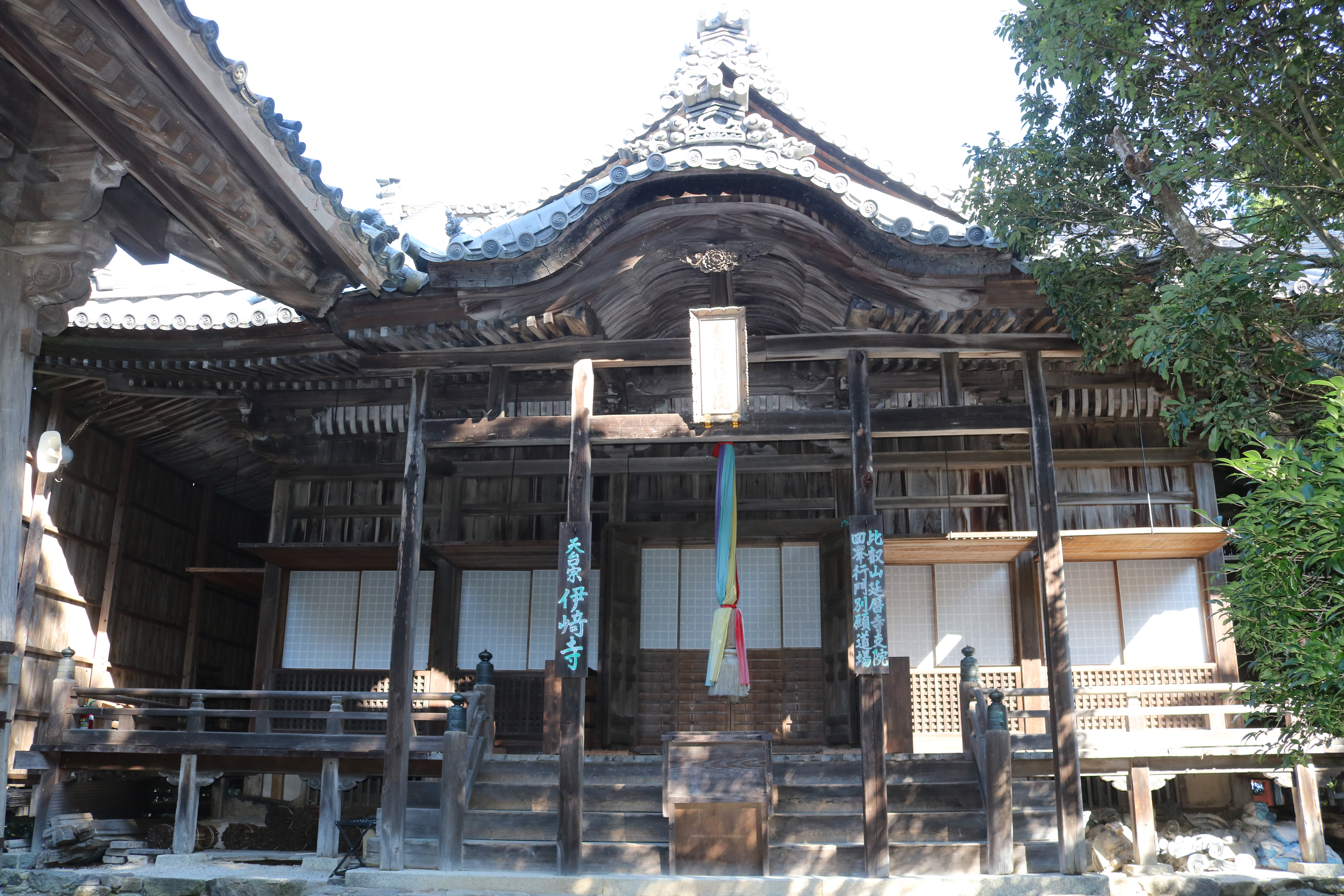
伊崎寺の本堂

伊崎寺（いさきじ）は、近江八幡市白王町にある天台宗の寺院。比叡山延暦寺の支院のひとつ。伊崎不動とも称される。比叡山無動寺、葛川明王院と並び天台修験の三大聖地とされている。山号は「姨倚耶山（いきやさん）」。
2015年（平成27年）4月24日、「琵琶湖とその水辺景観－ 祈りと暮らしの水遺産 」の構成文化財として日本遺産に認定される。

## 概要
近江八幡市の北端、琵琶湖岸の伊崎半島にある伊崎山の北側に立地している。
比叡山無動寺を中心とする天台修験と関わりが深く、戦後は千日回峰行を満行した阿闍梨が伊崎寺の住職を務めている。
なお、近くに西国三十三所札所である長命寺がある（山号が当寺と同じ）。

## 歴史
伊崎寺に伝わる伊崎寺縁起（天正13年以前の成立）によると、当寺の開基は修験道の開祖とされる役小角（役行者）としている。イノシシに導かれこの地を開いたということから「猪先（いさき）」という名になったとされる。
貞観年間（859〜876）に相応（そうおう）和尚が寺院を創建。相応は葛川の滝で感得を得て自作の不動明王を本尊とした。
所蔵されている仏像などから、伊崎寺は平安時代後期には存在したと推定されるが、天台修験の拠点となったのは鎌倉時代以後と推測されている。

## 境内

### 山門

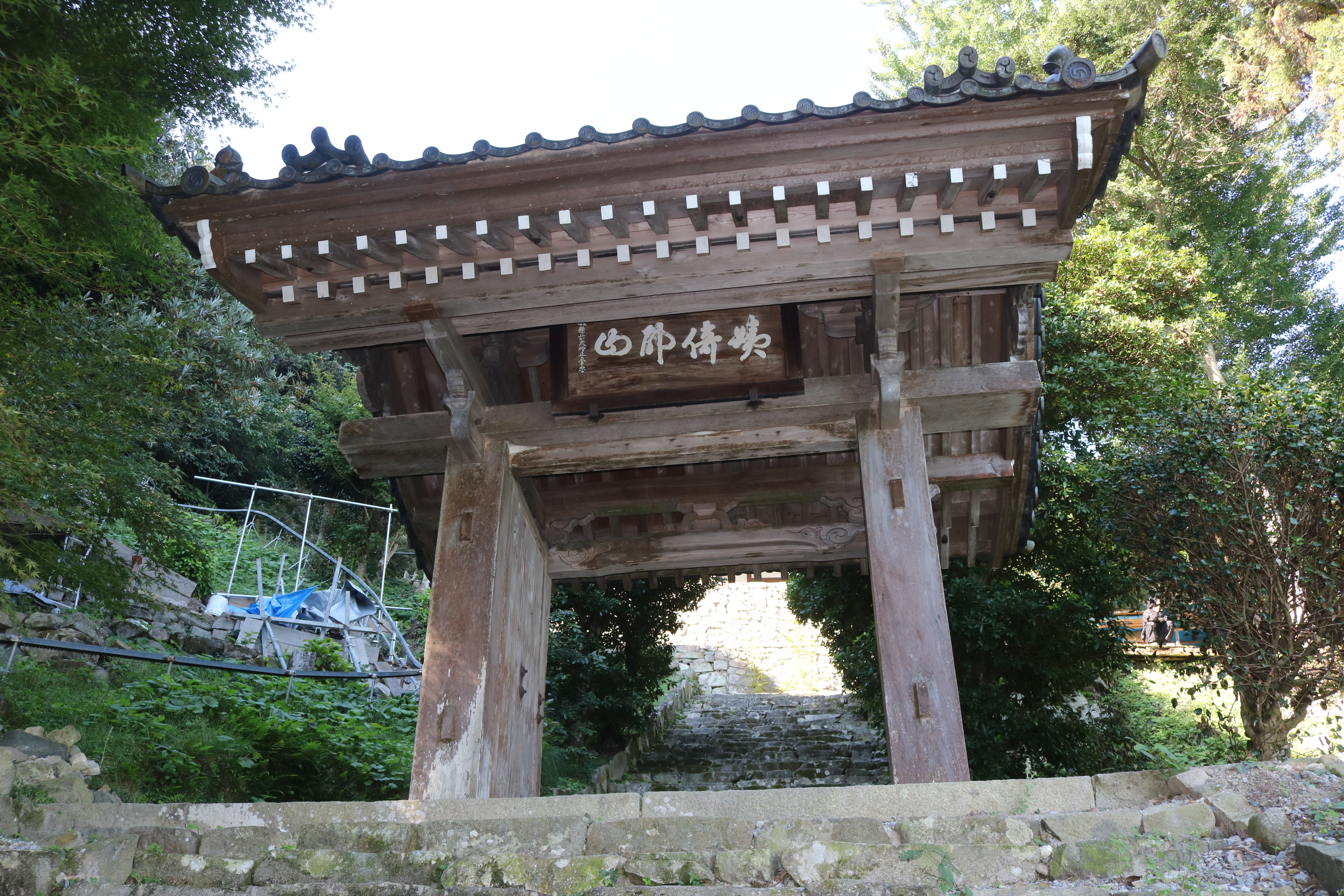
琵琶湖岸の船着場からの階段の上部にある山門

かつてこの地は琵琶湖と大中湖に囲まれ、船でしか参詣できず東岸に船着場があった。山門はその船着場に向けて建てられており、扁額には伊崎寺の山号「姨倚耶山（いきやさん）」が揮毫されている。

### 本堂
現在の本堂は1813（文化15）年に建てられたもの。伊崎寺の本堂は何度も焼失・再建を繰り返してきた。
本尊は木造不動明王坐像。1732（享保17）年、泉州堺住の仏師4名による作。2011（平成23）年に仏師・松本明慶師によって修復が完成し、開眼供養が奉修された。

### 棹飛び堂

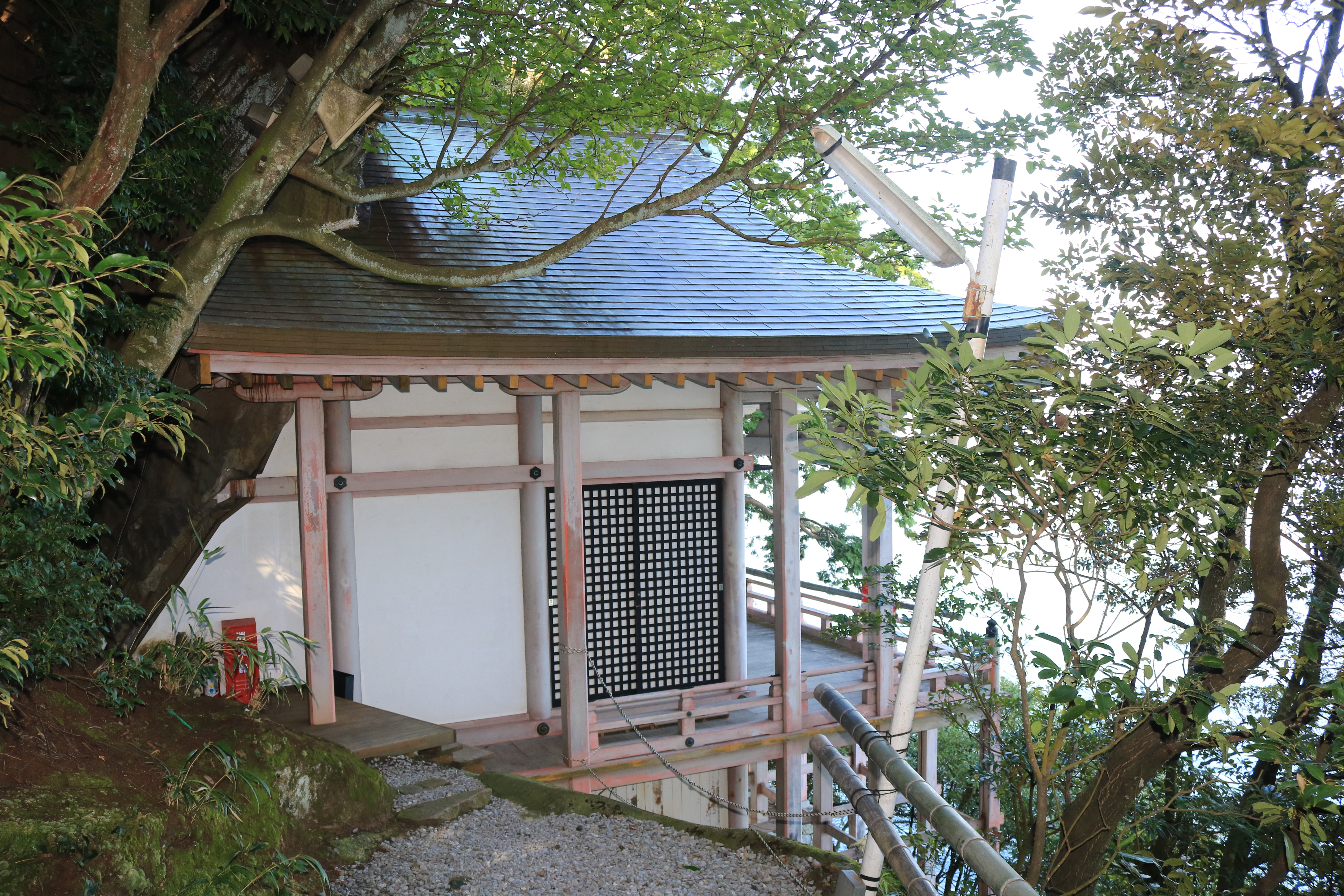
棹飛び堂

本堂の北、琵琶湖を見下ろす断崖絶壁の上の巨岩に張り付くように建っている。役行者が巨岩を不動明王であると感得し、本尊として祀るため建立したといわれる。後述の「伊崎の棹飛び」が行われる。

## 文化財

### 重要文化財
木造不動明王坐像（附：木造二童子立像）
像高85.4センチ。頭体の主要部を一木から木取りし、これに体側、両脚部などに別材を矧ぐ。「伊崎寺縁起」によれば、相応和尚が葛川明王院の三の滝で修行中に不動明王を感得、歓喜して抱きついた葛（かつら）の木を三つに切って不動明王を造像し、葛川明王院、比叡山無動寺、そして伊崎寺へ祀ったという。実際の造像は、作風・技法等からみて、相応の時代よりやや下って、平安時代中期、10世紀末頃とみられる。両眼を大きく見開き、下の歯で上唇を噛み、牙を上方に突出させるなど、図像的には他の不動明王像にみられない特色があり、感得像（修行などの宗教体験を通じて、仏などの姿形を得て造った像）の一種とみられる。6か所で括る弁髪の形状も独特である。なお、本像と一具をなす二童子像は補修が多いことから、重要文化財の附（つけたり）指定となっている。
2006（平成18）年に国の重要文化財に指定され、現在は比叡山延暦寺の国宝殿に収蔵されている。

### 市指定文化財
- 木造天部形立像
- 木造帝釈天立像
- 木造聖観音立像[4]

## 伊崎の棹飛び

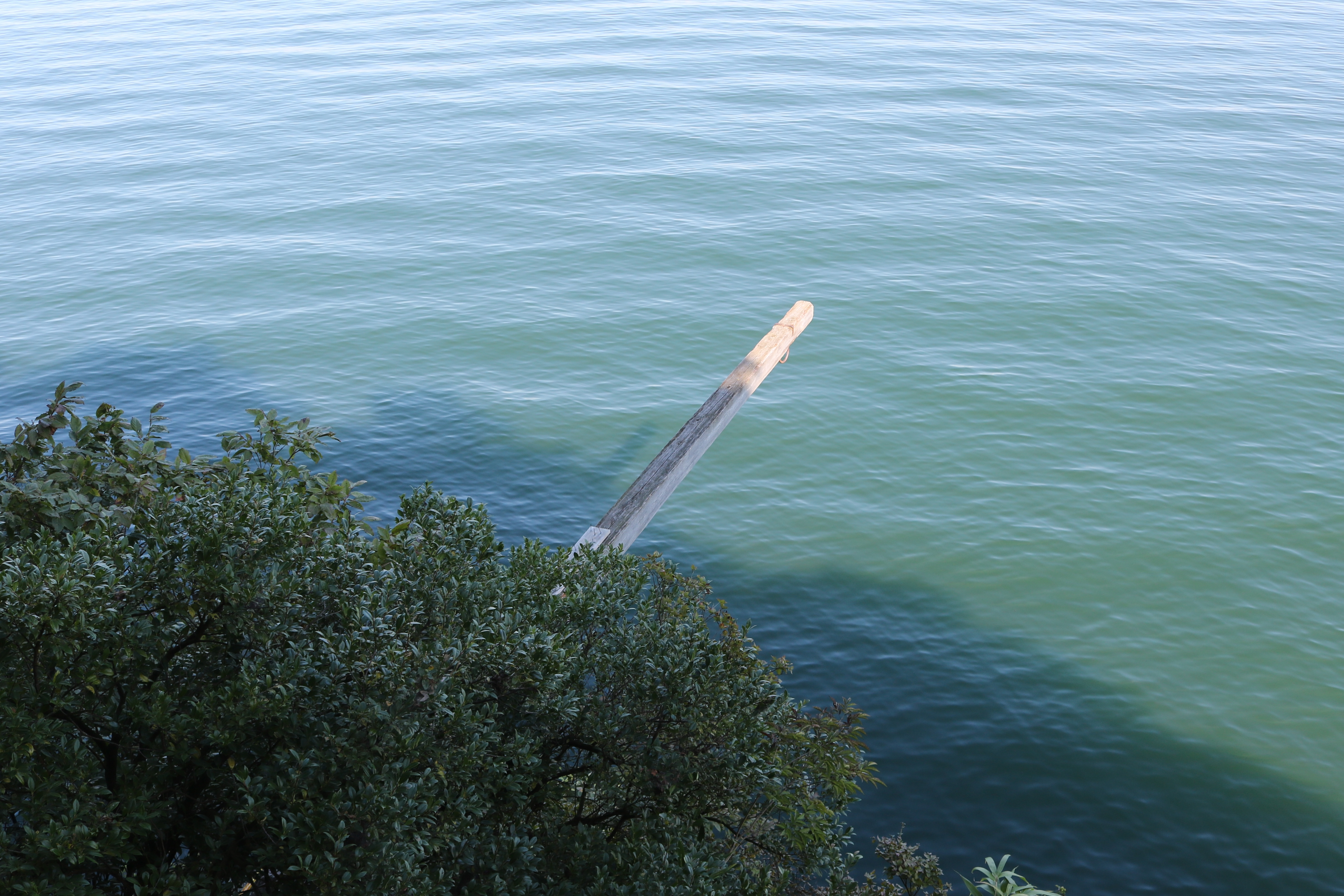
棹飛堂の下にある竿

伊崎寺では毎年8月1日に棹飛びが行われる。琵琶湖に面した断崖絶壁の上に建てられた棹飛堂の下に長さ13 mの太い竿（角材）が湖上に突き出すように取り付けられておりこの竿の先端から7 m下の湖面に行者が飛び込む。約1100年前から続く伝統行事であり、1534年（天文3年）に伊崎寺を参詣した佐々木義賢がサヲトビ衆5人に対して米5升を奉納した記録が長命寺文書に残ることから16世紀にはすでに行われていたことが確認されている。棹飛びの起源は天台修験の修行の一つであった捨身とされるが、延暦寺の修行僧が湖上を行き交う船から浄財を募るために空鉢を飛ばして灯明料などを徴収したことの名残ともいわれる。
近年は8月の第1日曜に僧侶のほか一般からも参加者を募って行われていたが、テレビニュースで紹介されたのをきっかけに、2000年ごろから許可なく棹によじのぼって飛び降りる若者が相次ぎ、2005年（平成17年）8月16日には24歳の男性が溺れて死亡。翌年の棹飛びは中止され、2007年（平成19年）からは百日回峰行を満行した行者の飛び込みのみで8月1日に変更して再開。東京都など他の地方から棹飛びに参加する行者もいる。